# Vincent Daniel Roth
Vincent Daniel Roth (abrevia V.D.Roth) fue un aracnólogo estadounidense ( 12 de febrero de 1924, Portland - 27 de julio de 1997, Arizona).
De origen alemán, y nativo americano de la tribu Menominee fue un naturalista apasionado, que se especializó en arácnidos. Fue autor de 70 artículos y describió 43 nuevas especies (42 arañas y una Asteraceae ).
Se inicia como investigador de la entomología aplicada, antes de dirigir durante 25 años, la estación de investigación del suroeste del Museo Americano de Historia Natural.
Dos aracnólogos marcaron la vida de Roth: Harriet Exline Frizzell (1909-1968) y Willis John Gertsch (1906-1998). Este último estudió en el oeste de los Estados Unidos y México y alentó a Roth en su investigación. Los dos hombres eran amigos: Roth, y su esposa y se establecieron cerca de la casa donde se había retirado Gertsch.

## Algunas publicaciones
- 1950. Distribution and Taxonomy of the Genus Cybaeus in Oregon (Arachnida: Agelenidae). Editor Oregon Sta. College, 162 pp.

- La abreviatura «V.D.Roth» se emplea para indicar a Vincent Daniel Roth como autoridad en la descripción y clasificación científica de los vegetales.[1]

## Abreviatura (zoología)
La abreviatura V.D.Roth  se emplea para indicar a Vincent Daniel Roth como autoridad en la descripción y taxonomía en zoología.